# Церковь Санта-Лючия (Венеция)
Церковь Санта-Лючия (итал. La Chiesa di Santa Lucia) — церковь в городе Венеция, снесённая в 1861 году. Располагалось в районе Каннареджо на берегу Гранд-канала, на том месте, где в настоящее время находится здание железнодорожного вокзала «Санта-Лючия».

## История

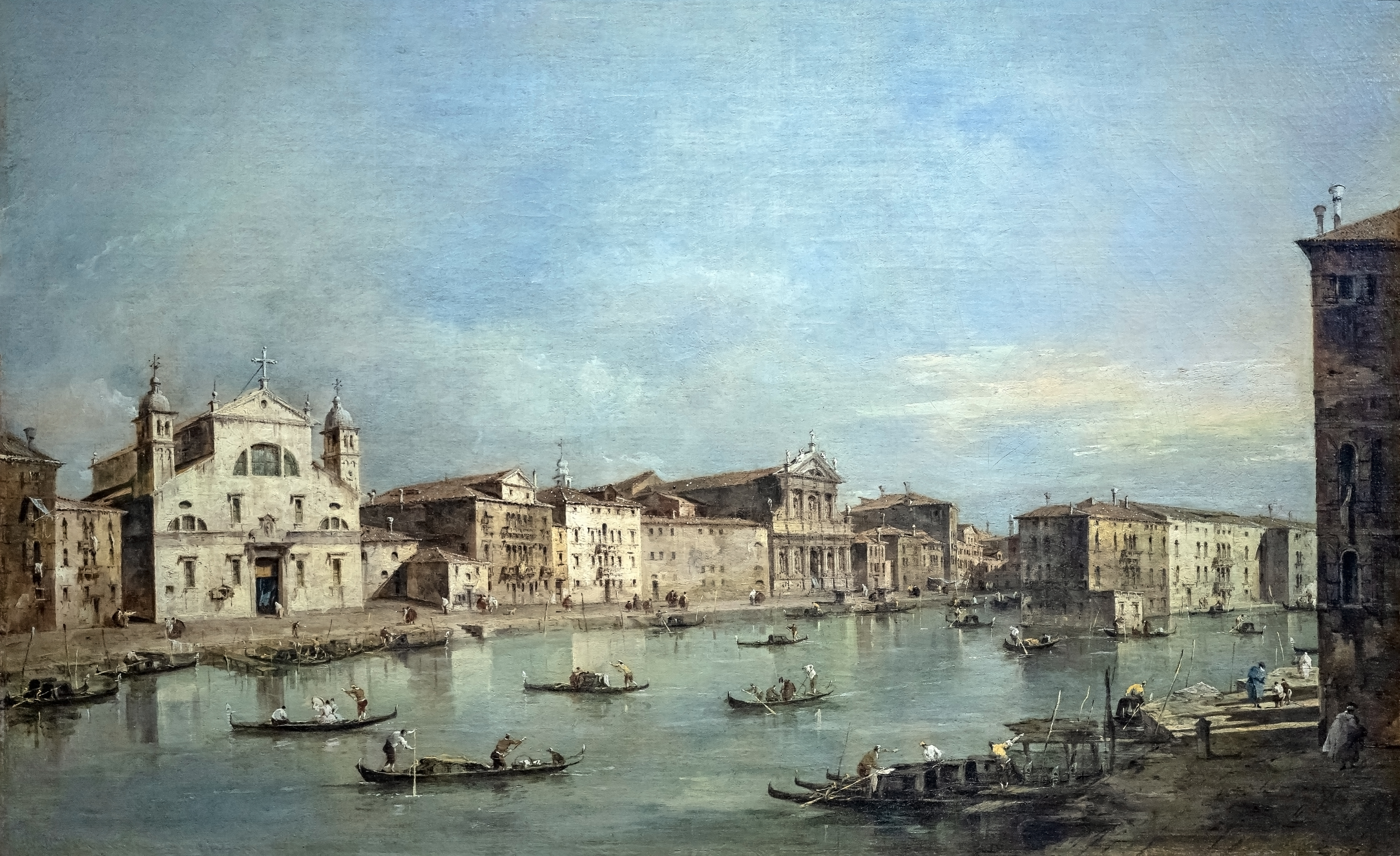
Ф. Гварди. Гранд-канал в Венеции с церквями Санта-Лючия и Санта-Мария-Назаретская. Между 1775 и 1780. Холст, масло. Музей Тиссена-Борнемисы, Мадрид

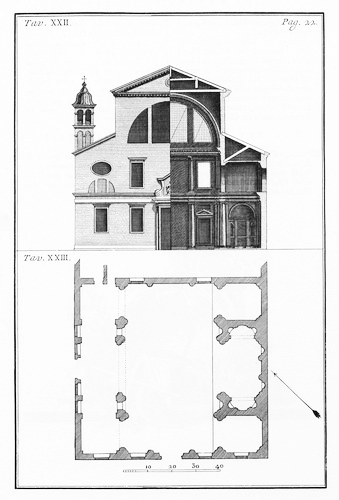
Разрез и план церкви. Из книги А. Муттони «Архитектура Андреа Палладио». 1740—1760

Приходская церковь была построена в 1192 году и посвящена Благовещению Святой Деве Марии (Santa Maria Annunziata). После разграбления Константинополя крестоносцами в 1204 году венецианцы похитили тело Святой Лючии (Лусии), которое вначале было перенесено на остров Сан-Джорджо-Маджоре. В 1279 году бурное море опрокинуло лодки, которые направлялись к острову, чтобы воздать должное святой; некоторые паломники погибли, что сочли дурным знаком, и было решено перенести чтимое тело в церковь в Каннареджо. Поэтому церковь была переименована в Санта-Лючию (эта датировка подвергается сомнению в послании папы Сикста IV от 1478 года, в котором говорится, что с тех пор, как церковь была посвящена Святой Лючии, прошло более четырёхсот лет).
В 1444 году церковь в Канареджо перешла в ведение расположенного неподалеку доминиканского монастыря (Corpus Domini). В 1574 году монастырь был передан «Слугам Марии под властью Святого Августина» (Serve di Maria sotto la regola di sant’Agostino).
Согласно наполеоновскому указу 1805 года монастырская община в 1806 году была ликвидирована. В 1841 году начали строить новую железную дорогу; поскольку для вокзала и его площади требовалась земля, церковь и монастырь в 1861—1863 годах были снесены. В память о церкви новый железнодорожный вокзал получил название «Санта-Лючия». Тело святой было перенесено в близлежащую церковь Сан-Джеремия. В 1935 году для головы святой была изготовлена серебряная маска.

## Архитектура
На протяжении всей своей истории церковь подвергалась различным перестройкам и реконструкциям. В 1580 году выдающийся венецианский архитектор Андреа Палладио, незадолго до своей смерти, создал несколько рисунков для интерьеров храма. Фактический вклад Палладио в архитектуру церкви до конца неясен: хотя надпись на главном портале указывала на него как на автора здания, церковь была фактически завершена только через тридцать лет после его смерти. Два столетия спустя Франческо Милициа, основываясь на архитектурном стиле здания, отрицал, что оно могло быть работой великого архитектора. Как бы то ни было, церковь Санта-Лючия связывают с архитектурой итальянского палладианизма.